# Anticlinal de Durbuy

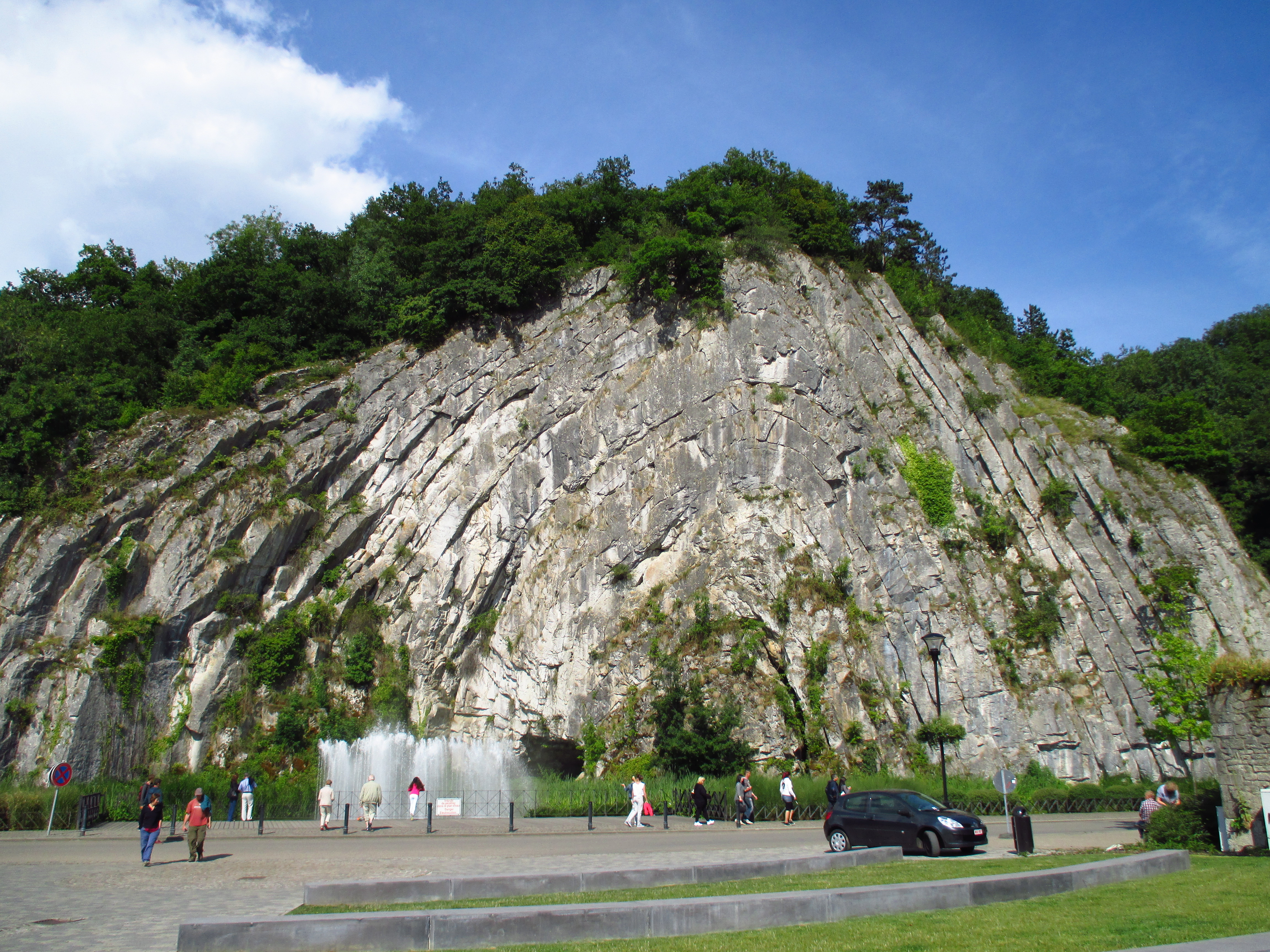
L'anticlinal de Durbuy

L'anticlinal de Durbuy appelé aussi anticlinal d'Omalius ou rocher ou roche à la Falize (en wallon : Al Rotche al Falèye) est un rocher situé en Belgique à Durbuy (province de Luxembourg)

## Situation et accès
Ce rocher anticlinal se trouve sur la rive droite d'un ancien méandre de l'Ourthe (comblé en 1725), dans le centre de la vieille ville de Durbuy. Une pièce d'eau d'environ 2 000 m2 a été aménagée dans l'ancien lit de l'Ourthe, au pied de ce rocher qui est un site emblématique de la ville, très facile à observer.

## Description
L'anticlinal est un rocher où les différentes couches géologiques forment un pli convexe (formant un U retourné), les couches les plus anciennes se retrouvant le plus au centre. On dénombre une vingtaine de couches distinctes dans ses parties latérales. Le rocher a une base d'environ 80 m et le sommet atteint environ 37 mètres. Sa formation provient de l'accumulation au fil de millions d'années de sédiments marins.
Ce rocher calcaire a été formé au Dévonien moyen (environ 390 millions d'années) et fait partie de la région géologique de la Calestienne.  
Le rocher est décrit par Jean-Baptiste d'Omalius d'Halloy dans le Journal des Mines en 1807. L'anticlinal est repris comme l'un des 72 géosites du Géoparc Famenne-Ardenne labellisé par l'UNESCO depuis 2018. Il n'est pas repris sur la liste du patrimoine immobilier classé de Durbuy. En 2024, il est le seul site belge reconnu dans le top 100 des sites du patrimoine géologique mondial établi par l’Union internationale des sciences géologiques.